# Osornillo
Osornillo település Spanyolországban, Palencia tartományban. Osornillo Palacios de Riopisuerga, Lantadilla, Osorno la Mayor és Melgar de Fernamental községekkel határos. Lakosainak száma 59 fő (2024).

## Népesség
A település népessége az elmúlt években az alábbi módon változott:
| Lakosok száma | 97   | 88   | 85   | 80   | 73   | 66   | 61   | 56   | 56   | 59   |
|               | 2001 | 2004 | 2007 | 2009 | 2012 | 2014 | 2017 | 2019 | 2022 | 2024 |